# أندرياس فاركاس
أندرياس فاركاس (بالمجرية: Farkas András)‏ هو لاعب كرة قدم مجري في مركز الدفاع، ولد في 3 ديسمبر 1992 في كيكسكيميت في المجر. لعب مع نادي كيكسكيميت.

## وصلات خارجية
- أندرياس فاركاس على موقع قاعدة بيانات كرة القدم.إي يو (الإنجليزية)
- أندرياس فاركاس على موقع Soccerway.com (الإنجليزية)